# Spektralzerlegung (Mathematik)
Die Spektralzerlegung oder spektrale Zerlegung ist in der linearen Algebra die Zerlegung einer quadratischen Matrix in eine Normalform, bei der die Matrix durch ihre Eigenwerte und Eigenvektoren dargestellt wird. Das gelingt genau dann, wenn die Matrix diagonalisierbar ist.:60 Grundlage für die Spektralzerlegung ist der Spektralsatz, unter dessen Bedingungen die Schur-Zerlegung die gegebene Matrix in eine Diagonalmatrix transformiert. Die Spektralzerlegung ist die Darstellung der Rücktransformation als Summe von Dyaden.
Gelegentlich wird
- das Auffinden der Eigenwerte und Eigenvektoren einer Matrix {\displaystyle M} oder
- die Darstellung {\displaystyle M=U\Lambda U^{*}} mit unitärer Matrix {\displaystyle U} und ihrer adjungierten {\displaystyle U^{*}}

Spektralzerlegung von {\displaystyle M} genannt. Die Diagonalmatrix mit den Eigenwerten {\displaystyle \lambda _{j}} einer  {\displaystyle (n\times n)}-Matrix {\displaystyle M}
{\displaystyle \Lambda ={\text{diag}}\{\lambda _{1},\lambda _{2},\ldots ,\lambda _{n}\}}
ist die sogenannte Spektralmatrix, die das Spektrum der Matrix enthält.:252
Der Wert der dyadischen Zerlegung besteht vor allem in der strikten Trennung von Geometrie (dem Vektorgerüst) und dem Eigenwertspektrum.:275 Die Spektralzerlegung eines Matrizenpaares ist in der Modalanalyse von zentraler Bedeutung.

## Definition
Die Zerlegung einer quadratischen {\displaystyle (n\times n)}-Matrix über der Grundmenge {\displaystyle G} in der Form
{\displaystyle M=\lambda _{1}P_{1}+\dots +\lambda _{n}P_{n}}
ist die Spektralzerlegung von {\displaystyle M}, wenn gilt::60
1. Die {\displaystyle \lambda _{i}} sind die paarweise verschiedenen Eigenwerte von {\displaystyle M}.
2. Die {\displaystyle P_{i}} sind Projektoren ({\displaystyle n\times n}-Matrizen) mit den Eigenschaften
  - {\displaystyle P_{i}P_{j}=0} für {\displaystyle i\neq j} und {\displaystyle P_{i}P_{j}=P_{i}} für {\displaystyle i=j}, wobei {\displaystyle 0} die {\displaystyle n\times n}-Nullmatrix ist, und
  - {\displaystyle P_{1}+\ldots +P_{n}=E}, wobei {\displaystyle E} die {\displaystyle n\times n}-Einheitsmatrix ist.
3. Es gibt Polynome {\displaystyle f_{j}} mit {\displaystyle f_{j}(M)=P_{j}}.

Eine solche Zerlegung existiert genau dann, wenn {\displaystyle M} eine diagonalisierbare Matrix ist. Die Matrizen {\displaystyle P_{j}} werden Eigendyaden oder Stützdyaden genannt.:274
Die Spektralzerlegung eines {\displaystyle n\times n}-Matrizenpaares {\displaystyle K;M\ ,M} regulär, lautet:274
{\displaystyle K=\lambda _{i}D_{1}+\ldots +\lambda _{n}D_{n}=\sum _{j}\lambda _{j}D_{j}}
{\displaystyle M=D_{1}+\ldots +D_{n}=\sum _{j}D_{j}}
mit den Merkmalen:
1. Die {\displaystyle \lambda _{i}} sind die Eigenwerte des Matrizenpaares {\displaystyle K;M}, sie erfüllen {\displaystyle \det(K-\lambda _{i}M)=0}
2. Die {\displaystyle n\times n}-Matrizen {\displaystyle D_{i}} genügen den Bedingungen
  - {\displaystyle D_{i}M^{-1}D_{j}=0} für {\displaystyle i\neq j} und
  - {\displaystyle D_{i}M^{-1}D_{j}=D_{i}} für {\displaystyle i=j}.

## Kriterien für Diagonalisierbarkeit
Eine quadratische {\displaystyle n}-dimensionale Matrix {\displaystyle A} heißt unitär diagonalisierbar oder diagonalähnlich, wenn
- sie eine normale Matrix ist, deren Eigenwerte Elemente ihrer Grundmenge sind, oder
- es eine Diagonalmatrix {\displaystyle D} gibt, zu der sie ähnlich ist, d. h. dass es eine reguläre Matrix {\displaystyle S} gibt, sodass {\displaystyle S^{-1}AS} eine Diagonalmatrix ist,[4]:344 oder
- sie {\displaystyle n} linear unabhängige Eigenvektoren besitzt,[4]:344 oder
- die algebraische und geometrische Vielfachheit für jeden Eigenwert von {\displaystyle A} übereinstimmen.[4]:344

Allgemein gilt:
- Auf der Grundmenge der komplexen Zahlen ist jede normale Matrix und jede hermitesche Matrix diagonalisierbar.
- Jede reelle symmetrische Matrix ist diagonalisierbar.[4]:345
- Eine normale Dreiecksmatrix ist eine Diagonalmatrix.

Ein reelles {\displaystyle n\times n}-Matrizenpaar ist diagonalähnlich, wenn:270ff
- es {\displaystyle n} verschiedene Eigenwerte besitzt oder
- es {\displaystyle n} linear unabhängige Links- und Rechtseigenvektoren besitzt oder
- für jeden der verschiedenen Eigenwerte der Rangabfall (Defekt) gleich der algebraischen Vielfachheit ist.

## Diagonalähnliche Matrix
Wegen ihrer Bedeutung in der Praxis:285, beschränkt sich die Darstellung auf reelle symmetrische Matrizen, die immer spektral zerlegt werden können. Des Weiteren wird der {\displaystyle n}-dimensionale Raum {\displaystyle \mathbb {R} ^{n}} benutzt, in dem sich Summen, angezeigt durch {\displaystyle \sum _{j}}, immer über {\displaystyle j=1,\dots ,n} erstrecken.

### Eigenwertproblem
Ausgangspunkt ist das Eigenwertproblem einer Matrix {\displaystyle M}
{\displaystyle M{\hat {u}}=\lambda {\hat {u}},\quad {\hat {u}}\neq {\hat {o}}}
mit nicht-trivialen, vom Nullvektor {\displaystyle {\hat {o}}} verschiedenen Lösungen {\displaystyle {\hat {u}}}. Der Skalar {\displaystyle \lambda } ist Eigenwert der Matrix {\displaystyle M}, wenn es wenigstens einen solchen Vektor {\displaystyle {\hat {u}}} gibt.:338 Die Vektoren {\displaystyle {\hat {u}}}, die der Bedingung ersprechen, sind die zu {\displaystyle \lambda } gehörenden Eigenvektoren der Matrix {\displaystyle M}. Mit {\displaystyle {\hat {u}}} ist auch jedes Vielfache von {\displaystyle {\hat {u}}} Eigenvektor, weswegen sie oft, aber nicht notwendigerweise, auf Länge eins normiert werden. Mit der Einheitsmatrix {\displaystyle E} kann das Eigenwertproblem
{\displaystyle (M-\lambda E){\hat {u}}={\hat {o}},\quad {\hat {u}}\neq {\hat {o}}}
geschrieben werden. Damit nicht-triviale Lösungen des Eigenwertproblems existieren, muss die Matrix in den Klammern singulär sein:
{\displaystyle p(\lambda ):=\det(M-\lambda E)=0}
Die Nullstellen des charakteristischen Polynoms {\displaystyle p(\lambda )} sind die Eigenwerte, deren Gesamtheit das Spektrum und dessen betraglich größtes Element den Spektralradius der Matrix {\displaystyle M} bilden.

### Diagonalisierbarkeit einer reellen symmetrischen Matrix
Der Spektralsatz besagt, dass {\displaystyle M} genau dann diagonalisiert werden kann, wenn
- sie eine normale Matrix ist, sie also mit ihrer transponierten kommutiert {\displaystyle (M^{\mathsf {T}}M=MM^{\mathsf {T}})}, und
- alle Eigenwerte zur Grundmenge gehören, hier reell sind.

Reelle symmetrische Matrizen sind normal (wegen {\displaystyle M=M^{\mathsf {T}}} ist {\displaystyle M^{\mathsf {T}}M=MM=MM^{\mathsf {T}}}) und besitzen ausschließlich reelle Eigenwerte.:345 Denn mit einem komplexen Eigenvektor {\displaystyle {\hat {u}}} und seinem konjugiert komplex transponierten {\displaystyle {\hat {u}}^{*}} ist zunächst
{\displaystyle {\hat {u}}^{*}M{\hat {u}}={\hat {u}}^{*}\lambda {\hat {u}}=\lambda {\hat {u}}^{*}{\hat {u}}=\lambda |{\hat {u}}|^{2}}
mit dem Betragsquadrat {\displaystyle |{\hat {u}}|^{2}\in \mathbb {R} ,>0}. Bei einer Zahl, aufgefasst als {\displaystyle 1\times 1}-Matrix, richtet die Transposition nichts aus, weshalb
{\displaystyle {\hat {u}}^{*}M{\hat {u}}=({\hat {u}}^{*}M{\hat {u}})^{\mathsf {T}}={\hat {u}}^{\mathsf {T}}M{\hat {u}}^{*{\mathsf {T}}}={\overline {{\hat {u}}^{*}}}M{\overline {\hat {u}}}={\overline {{\hat {u}}^{*}M{\hat {u}}}}={\overline {{\hat {u}}^{*}\lambda {\hat {u}}}}={\overline {\lambda {\hat {u}}^{*}{\hat {u}}}}={\overline {\lambda }}|{\hat {u}}|^{2}}
Der Überstrich bezeichnet den konjugiert komplexen Wert. Es ist also {\displaystyle \lambda |{\hat {u}}|^{2}={\overline {\lambda }}|{\hat {u}}|^{2}}, {\displaystyle \lambda } reell und erwiesen, dass jede reelle symmetrische Matrix diagonalisierbar ist.
Ferner gilt:
- bei jedem Eigenwert entspricht die geometrische Vielfachheit seiner algebraischen[4]:345,
- es gibt eine Vektorraumbasis des {\displaystyle \mathbb {R} ^{n}}, die aus den Eigenvektoren von {\displaystyle M} besteht[4]:343 und
- es gibt eine orthogonale Matrix {\displaystyle Q}, sodass {\displaystyle Q^{\mathsf {T}}MQ} Diagonalgestalt besitzt.

### Orthogonalität der Eigenvektoren
Die zu verschiedenen Eigenwerten gehörenden Eigenvektoren sind orthogonal zueinander, denn bei zwei Eigenwert-Eigenvektor-Paaren {\displaystyle M{\hat {u}}=\lambda {\hat {u}}} und {\displaystyle M{\hat {w}}=\eta \ {\hat {w}}} ist bei symmetrischer Matrix {\displaystyle M}
{\displaystyle {\hat {w}}^{\mathsf {T}}M{\hat {u}}=\lambda {\hat {w}}^{\mathsf {T}}{\hat {u}}=({\hat {w}}^{\mathsf {T}}M{\hat {u}})^{\mathsf {T}}={\hat {u}}^{\mathsf {T}}M{\hat {w}}=\eta {\hat {u}}^{\mathsf {T}}{\hat {w}}=\eta {\hat {w}}^{\mathsf {T}}{\hat {u}}}
was bei {\displaystyle \lambda \neq \eta } die Orthogonalität {\displaystyle {\hat {u}}^{\mathsf {T}}{\hat {w}}={\hat {w}}^{\mathsf {T}}{\hat {u}}=0} erzwingt.
Bei gleichen Eigenwerten gilt das nicht, sondern vielmehr, weil die geometrische Vielfachheit der algebraischen entspricht, dass die zu einem {\displaystyle k}-fachen Eigenwert {\displaystyle \lambda } gehörenden Eigenvektoren einen {\displaystyle k}-dimensionalen Unterraum bilden, den Eigenraum von {\displaystyle \lambda }. Bei einem doppelten Eigenwert erschaffen alle zu ihm gehörenden Eigenvektoren beispielsweise eine zweidimensionale (Hyper-) Ebene. Für die spektrale Zerlegung ist jede Orthonormalbasis des Eigenraums gleich geeignet.
Jedenfalls gibt es {\displaystyle n} paarweise orthogonale Eigenvektoren {\displaystyle {\hat {u}}_{1,\dots ,n};} diese werden auf Länge eins normiert und bilden so eine Orthonormalbasis des {\displaystyle \mathbb {R} ^{n}}. Die Basisvektoren werden mit der Standardbasis {\displaystyle {\hat {e}}_{1,\dots ,n}} spaltenweise in eine Matrix {\displaystyle Q} einsortiert:
{\displaystyle Q=\sum _{i}{\hat {u}}_{i}\ {\hat {e}}_{i}^{\mathsf {T}}}
Für {\displaystyle Q} gilt dann nach Konstruktion
1. {\displaystyle Q^{\mathsf {T}}Q=E}, d. h. {\displaystyle Q} ist eine orthogonale Matrix und
2. {\displaystyle MQ=Q\Lambda } oder {\displaystyle \Lambda =Q^{\mathsf {T}}MQ}, wo {\displaystyle \Lambda } die diagonale #Spektralmatrix ist.

### Spektralzerlegung der Matrix
Bei einer reellen symmetrischen Matrix {\displaystyle M} gibt es eine orthogonale Matrix {\displaystyle Q}, sodass {\displaystyle \Lambda =Q^{\mathsf {T}}MQ} Diagonalgestalt besitzt.:345 Die #Spektralmatrix lässt sich mit der Standardbasis {\displaystyle {\hat {e}}_{1,\dots ,n}} als Summe ausdrücken:
{\displaystyle \Lambda :=\mathrm {diag} (\lambda _{1},\lambda _{2},\dots ,\lambda _{n})=\sum _{j}\lambda _{j}{\hat {e}}_{j}{\hat {e}}_{j}^{\mathsf {T}}}
Die Rücktransformation {\displaystyle M=Q\Lambda Q^{\mathsf {T}}} schreibt sich mit den Spaltenvektoren {\displaystyle {\hat {u}}_{i}} der Matrix {\displaystyle Q} und den Eigendyaden
{\displaystyle P_{j}={\hat {u}}_{j}{\hat {u}}_{j}^{\mathsf {T}}}
als Summe
{\displaystyle M=Q\Lambda Q^{\mathsf {T}}=\left(\sum _{i}{\hat {u}}_{i}{\hat {e}}_{i}^{\mathsf {T}}\right)\left(\sum _{j}\lambda _{j}{\hat {e}}_{j}{\hat {e}}_{j}^{\mathsf {T}}\right)\left(\sum _{k}{\hat {e}}_{k}{\hat {u}}_{k}^{\mathsf {T}}\right)=\sum _{j}\lambda _{j}{\hat {u}}_{j}{\hat {u}}_{j}^{\mathsf {T}}=:\sum _{j}\lambda _{j}P_{j}.}
Das ist die spektrale Zerlegung der Matrix {\displaystyle M}.
Die Eigendyaden {\displaystyle P_{j}} genügen den Bedingungen in der #Definition:
{\displaystyle P_{i}P_{j}={\hat {u}}_{i}{\hat {u}}_{i}^{\mathsf {T}}{\hat {u}}_{j}{\hat {u}}_{j}^{\mathsf {T}}=({\hat {u}}_{i}^{\mathsf {T}}{\hat {u}}_{j}){\hat {u}}_{i}{\hat {u}}_{j}^{\mathsf {T}}=O},    wenn    {\displaystyle i\neq j},
{\displaystyle P_{i}P_{j}=({\hat {u}}_{i}^{\mathsf {T}}{\hat {u}}_{j}){\hat {u}}_{i}{\hat {u}}_{j}^{\mathsf {T}}={\hat {u}}_{i}{\hat {u}}_{i}^{\mathsf {T}}=P_{i}},    wenn    {\displaystyle j=i}.
{\displaystyle \sum _{i}P_{i}=\sum _{i}{\hat {u}}_{i}{\hat {u}}_{i}^{\mathsf {T}}=\sum _{i,j}{\hat {u}}_{i}({\hat {e}}_{i}^{\mathsf {T}}{\hat {e}}_{j}){\hat {u}}_{j}^{\mathsf {T}}=\sum _{i,j}{\hat {u}}_{i}{\hat {e}}_{i}^{\mathsf {T}}{\hat {e}}_{j}{\hat {u}}_{j}^{\mathsf {T}}=\left(\sum _{i}{\hat {u}}_{i}{\hat {e}}_{i}^{\mathsf {T}}\right)\left(\sum _{j}{\hat {e}}_{j}{\hat {u}}_{j}^{\mathsf {T}}\right)=QQ^{\mathsf {T}}=E}
mit der Nullmatrix {\displaystyle O} und der Einheitsmatrix {\displaystyle E}.

## Anwendungen der Spektralzerlegung

### Inverse einer Matrix
Mit der spektralen Zerlegung einer reellen Matrix {\displaystyle M} kann die inverse Matrix {\displaystyle M^{-1}}sofort angegeben werden, sofern sie existiert. Das ist genau dann der Fall, wenn die Determinante, die das Produkt der Eigenwerte {\displaystyle \lambda _{i}} der Matrix ist, nicht null ist, also kein Eigenwert gleich null ist. Die Inverse hat die reziproken Eigenwerte {\displaystyle \lambda _{i}^{-1}}und die gleichen Eigenvektoren wie die Matrix selbst. Mit der spektralen Zerlegung {\displaystyle M=\sum _{j}\lambda _{j}P_{j}} schreibt sich die Inverse als
{\displaystyle M^{-1}=\lambda _{1}^{-1}P_{1}+\ldots +\lambda _{n}^{-1}P_{n}.}

### Funktionswert einer Matrix
Für eine skalarwertige Funktion {\displaystyle f(x)\in \mathbb {R} } eines skalaren Arguments {\displaystyle x\in \mathbb {R} } kann der Funktionswert {\displaystyle f(M)} einer diagonalisierbaren Matrix {\displaystyle M} mit Hilfe ihrer Spektralzerlegung {\displaystyle M=\sum _{j}\lambda _{j}P_{j}} definiert werden:
{\displaystyle f(M):=\sum _{j}f(\lambda _{j})P_{j}}
Ist {\displaystyle f} eine mehrdeutige Funktion, wie die Wurzel, mit {\displaystyle k} alternativen Werten, dann steht {\displaystyle f(M)} mehrdeutig für {\displaystyle k^{n}} alternative Matrizen. Die nullte Potenz der Matrix ergibt sich beispielsweise aus {\displaystyle f(x)=x^{0}} zur Einheitsmatrix {\displaystyle E}:
{\displaystyle f(M)=\sum _{j}\lambda _{j}^{0}P_{j}=\sum _{j}P_{j}=M^{0}=E}
Bei einer Potenzreihe einer Matrix ist die spektrale Zerlegung nützlich. Soll
{\displaystyle p(M):=a_{0}E+a_{1}M^{1}+\ldots +a_{N}M^{N}}
mit konstanten Koeffizienten {\displaystyle a_{0},\ldots ,a_{N}\in \mathbb {R} } berechnet werden, kann das mit dem Polynom
{\displaystyle f(x):=a_{0}x^{0}+a_{1}x^{1}+\ldots +a_{N}x^{N}}
und obiger Definition des Funktionswerts einer diagonalisierbaren Matrix vermöge
{\displaystyle p(M)=f(M)=\sum _{j}f(\lambda _{j})P_{j}}
abgekürzt werden. Die Berechnung von {\displaystyle N} {\displaystyle k}-ten Potenzen der {\displaystyle n\times n}-Matrix {\displaystyle M} ist somit zurückgeführt auf eine Spektralzerlegung und die Berechnung von {\displaystyle N} {\displaystyle k}-ten Potenzen von {\displaystyle n} Skalaren.

### Modalanalyse
Die mechanische Beschreibung eines ungedämpften schwingfähigen Systems, z. B. eines Masse-Feder-Systems, führt auf eine Schwingungsgleichung der Form
{\displaystyle M{\ddot {x}}+Kx=F}
Darin ist M die positiv definite Massenmatrix, {\displaystyle K} die Steifigkeitsmatrix, beide symmetrisch und reell, {\displaystyle x} der Verschiebungsvektor und {\displaystyle {\ddot {x}}} der Beschleunigungsvektor, der die zweite Zeitableitung von {\displaystyle x} ist, angezeigt durch die Überpunkte. Die rechte Seite repräsentiert die Anregung des Systems, auf die es mitunter katastrophal reagiert, wenn bei einer bestimmten Frequenz, der Resonanzfrequenz, dauerhaft
{\displaystyle M{\ddot {x}}+Kx={\hat {o}}}
der Nullvektor {\displaystyle {\hat {o}}} ist. In der Nähe der Resonanzfrequenzen, die entsprechend von großem Interesse sind, wird die Schwingung von einer Eigenschwingungsform dominiert, wo in guter Näherung {\displaystyle x={\hat {u}}\sin(\omega t)} mit konstantem {\displaystyle {\hat {u}}}, der Eigenfrequenz {\displaystyle \omega } und der Zeit {\displaystyle t} ist. Mit dem Eigenwert {\displaystyle \lambda =\omega ^{2}} entsteht das verallgemeinerte Eigenwertproblem
{\displaystyle (K-\lambda M){\hat {u}}={\hat {o}},\quad {\hat {u}}\neq {\hat {o}}}
des Matrizenpaares {\displaystyle K;M}.:246ff

## Diagonalähnliches Matrizenpaar
Wegen ihrer Bedeutung in der Praxis:285, beschränkt sich die Darstellung auf reelle Matrizen. Des Weiteren wird der {\displaystyle n}-dimensionale Raum {\displaystyle \mathbb {R} ^{n}} benutzt, weswegen sich Summen, angezeigt durch {\displaystyle \sum _{j}}, immer über {\displaystyle j=1,\ldots ,n} erstrecken.

### Verallgemeinertes Eigenwertproblem
Ausgangspunkt des verallgemeinerten Eigenwertproblems des Matrizenpaares {\displaystyle K;M}:246ff ist
{\displaystyle (K-\lambda M){\hat {u}}={\hat {o}},\quad {\hat {u}}\neq {\hat {o}}}
mit nicht-trivialen, vom Nullvektor {\displaystyle {\hat {o}}} verschiedenen Lösungen {\displaystyle {\hat {u}}}. Der Skalar {\displaystyle \lambda } ist Eigenwert des Matrizenpaares {\displaystyle K;M}, wenn es wenigstens einen solchen Vektor {\displaystyle {\hat {u}}} gibt. Die Vektoren {\displaystyle {\hat {u}}}, die die Bedingung erfüllen, sind die zu {\displaystyle \lambda } gehörenden Rechtseigenvektoren. Die Linkseigenvektoren {\displaystyle {\hat {y}}} genügen
{\displaystyle {\hat {y}}^{\mathsf {T}}(K-\lambda M)={\hat {o}}^{\mathsf {T}},\quad {\hat {y}}\neq {\hat {o}}}
Damit nicht-triviale Lösungen des Eigenwertproblems existieren, muss die Matrix in den Klammern singulär sein:
{\displaystyle p(\lambda ):=\det(K-\lambda M)=0}
Die Nullstellen des charakteristischen Polynoms {\displaystyle p(\lambda )} sind die Eigenwerte des Matrizenpaares {\displaystyle K;M}.
Wenn die Leitmatrix {\displaystyle M} singulär ist, dann gibt es weniger als {\displaystyle n} Eigenwerte, unter Umständen auch gar keinen. Beim Skalarpaar ist {\displaystyle K=aM} und {\displaystyle \lambda =a} {\displaystyle n}-facher Eigenwert.:251 Hier wird von regulärer Leitmatrix {\displaystyle M} ausgegangen.

### Orthogonalität der Links- und Rechtseigenvektoren
Mit den Links- und Rechtseigenvektoren {\displaystyle {\hat {y}}} bzw. {\displaystyle {\hat {u}}} lässt sich das Eigenwertproblem auch so schreiben::251
{\displaystyle {\hat {y}}^{\mathsf {T}}K=\lambda \ {\hat {y}}^{\mathsf {T}}M,\quad K{\hat {u}}=\lambda \ M{\hat {u}}}
Zu verschiedenen Eigenwerten gehörende Links- und Rechtseigenvektoren sind bezüglich {\displaystyle K} und {\displaystyle M} orthogonal zueinander:253. Denn wird das Eigenwertproblem zu zwei Eigenwert-Eigenvektor-Paaren
{\displaystyle {\hat {y}}^{\mathsf {T}}K=\lambda \ {\hat {y}}^{\mathsf {T}}M,\quad K{\hat {u}}=\lambda \ M{\hat {u}}}    und    {\displaystyle {\hat {z}}^{\mathsf {T}}K=\eta \ {\hat {z}}^{\mathsf {T}}M,\quad K{\hat {w}}=\eta \ M{\hat {w}}}
von links und rechts mit den gegnerischen Links- bzw. Rechtseigenvektoren multipliziert, entsteht
{\displaystyle {\hat {y}}^{\mathsf {T}}K{\hat {w}}=\lambda \ {\hat {y}}^{\mathsf {T}}M{\hat {w}}=\eta \ {\hat {y}}^{\mathsf {T}}M{\hat {w}}}    und    {\displaystyle {\hat {z}}^{\mathsf {T}}K{\hat {u}}=\lambda \ {\hat {z}}^{\mathsf {T}}M{\hat {u}}=\eta \ {\hat {z}}^{\mathsf {T}}M{\hat {u}}}
Bei {\displaystyle \lambda \neq \eta } sind alle Terme notwendig null, mit der Konsequenz
{\displaystyle {\hat {y}}^{\mathsf {T}}K{\hat {w}}={\hat {y}}^{\mathsf {T}}M{\hat {w}}={\hat {z}}^{\mathsf {T}}K{\hat {u}}={\hat {z}}^{\mathsf {T}}M{\hat {u}}=0}
und damit auch
{\displaystyle {\hat {z}}^{\mathsf {T}}(K-\lambda M){\hat {u}}={\hat {y}}^{\mathsf {T}}(K-\eta M){\hat {w}}=0}, wenn {\displaystyle \lambda \neq \eta }
Zudem gilt::265
- Ist ein Eigenwert {\displaystyle \lambda } komplex, dann ist auch sein konjugiert komplexer Wert {\displaystyle {\overline {\lambda }}} Eigenwert, und dieser hat die zu den Eigenvektoren von {\displaystyle \lambda } konjugiert komplexen Eigenvektoren.
- Der reale und der imaginäre Anteil eines Eigenvektors sind voneinander linear unabhängig (nicht parallel).

### Diagonalisierung des Matrizenpaares
Wenn {\displaystyle M} eine reguläre Matrix ist, werden die Eigenwerte mit der Standardbasis {\displaystyle {\hat {e}}_{1,\dots ,n}}zur #Spektralmatrix
{\displaystyle \Lambda =\sum _{j}\lambda _{j}{\hat {e}}_{j}{\hat {e}}_{j}^{\mathsf {T}}=\mathrm {diag} (\lambda _{1},\lambda _{2},\ldots ,\lambda _{n})}
zusammengefasst. Sind zudem alle {\displaystyle n} Eigenwerte verschieden, dann gibt es zu jedem von ihnen einen Links- und einen Rechtseigenvektor. Die Linkseigenvektoren werden zeilenweise und die Rechtseigenvektoren spaltenweise in reguläre:269 Modalmatrizen
{\displaystyle Y=\sum _{j}{\hat {e}}_{j}{\hat {y}}_{j}^{\mathsf {T}}} bzw.  {\displaystyle U=\sum _{j}{\hat {u}}_{j}{\hat {e}}_{j}^{\mathsf {T}}}
eingelagert. Wegen der paarweisen Orthogonalität der Links- und Rechtseigenvektoren bezüglich {\displaystyle K} und {\displaystyle M} liefern die Produkte
{\displaystyle L=YKU=\mathrm {diag} ({\hat {y}}_{j}^{\mathsf {T}}K{\hat {u}}_{j})}
{\displaystyle N=YMU=\mathrm {diag} ({\hat {y}}_{j}^{\mathsf {T}}M{\hat {u}}_{j})}
Diagonalmatrizen. Weil {\displaystyle Y}, {\displaystyle M} und {\displaystyle U} regulär sind, ist es auch {\displaystyle N}, und dann können die Linkseigenvektoren so skaliert werden, dass {\displaystyle N} zu einer Einheitsmatrix wird. Das leistet z. B. {\displaystyle N} selbst::269
{\displaystyle WKU=\Lambda ,WMU=E}    mit    {\displaystyle W=N^{-1}Y}
Das Matrizenpaar {\displaystyle K;M} ist somit diagonalähnlich.
Bei mehrfachen Eigenwerten sind {\displaystyle L} und {\displaystyle N} keine strikten Diagonalmatrizen mehr, sondern Blockdiagonalmatrizen, wo sich jeder Block auf einen Eigenwert bezieht und die Dimension seines Eigenraumes die Blockgröße bestimmt. Die zu verschiedenen Eigenwerten gehörenden Außenblöcke in {\displaystyle L} und {\displaystyle N} sind wegen der Orthogonalität der Links- und Rechtseigenvektoren bezüglich {\displaystyle K} und {\displaystyle M} Nullmatrizen.
In der Praxis interessieren zumeist allein die Rechtseigenvektoren:271 und dann kann, wenn die algebraische und geometrische Vielfachheit bei jedem Eigenwert übereinstimmen, wie folgt fortgefahren werden. Die zu einem Eigenwert {\displaystyle \lambda } gehörenden {\displaystyle \sigma } Linkseigenvektoren werden zu einem {\displaystyle \sigma \times n}-Eigenstreifen {\displaystyle Y_{\lambda }} zusammengefasst und mit dem zugehörigen {\displaystyle \sigma \times \sigma }-Block {\displaystyle N_{\lambda }} der Matrix {\displaystyle N} normiert: {\displaystyle W_{\lambda }:=N_{\lambda }^{-1}Y_{\lambda }}. Diese Eigenstreifen werden zur Linksmodalmatrix
{\displaystyle W=\sum _{j}{\hat {e}}_{j}{\hat {w}}_{j}^{\mathsf {T}}}
zusammengestellt, mit der die Transformation auf das strikte Diagonalpaar
{\displaystyle WKU=\Lambda } und {\displaystyle WMU=E} 
gelingt,:272 siehe auch das #Beispiel. Für die normierten Linkseigenvektoren {\displaystyle {\hat {w}}_{i}^{\mathsf {T}}}in den Zeilen der Linksmodalmatrix {\displaystyle W} bedeutet das:
{\displaystyle {\hat {w}}_{i}^{\mathsf {T}}K{\hat {u}}_{i}=\lambda _{i}}    und    {\displaystyle {\hat {w}}_{i}^{\mathsf {T}}M{\hat {u}}_{i}=1,}     {\displaystyle i=1,\ldots ,n}
und die #Orthogonalität der Links- und Rechtseigenvektoren bezüglich {\displaystyle K} und {\displaystyle M} besteht auch hier:
{\displaystyle {\hat {w}}_{i}^{\mathsf {T}}K{\hat {u}}_{j}={\hat {w}}_{j}^{\mathsf {T}}M{\hat {u}}_{j}} = 0    falls    {\displaystyle i\neq j}.

### Spektralzerlegung des Matrizenpaars
Die Identität {\displaystyle WMU=E} besagt auch, dass {\displaystyle MU} die inverse Matrix von {\displaystyle W} und {\displaystyle WM} die Inverse von {\displaystyle U} ist, und, weil eine Matrix und ihre Inverse kommutieren, ist auch {\displaystyle MUW=UWM=E}, mit der Konsequenz::273ff
{\displaystyle MUW=M\left(\sum _{j}{\hat {u}}_{j}{\hat {e}}_{j}^{\mathsf {T}}\right)\left(\sum _{i}{\hat {e}}_{i}{\hat {w}}_{i}^{\mathsf {T}}\right)=\sum _{j}M{\hat {u}}_{j}{\hat {w}}_{j}^{\mathsf {T}}=E}
Mit den Eigendyaden
{\displaystyle D_{j}:=M{\hat {u}}_{j}{\hat {w}}_{j}^{\mathsf {T}}M}
entsteht die Spektralzerlegung der Leitmatrix
{\displaystyle M=\sum _{j}D_{j}}
Multiplikation der Gleichung {\displaystyle WKU=\Lambda } von links mit {\displaystyle MU} und von rechts mit {\displaystyle WM} liefert die Spektralzerlegung von {\displaystyle K}:
{\displaystyle K=MU\Lambda WM=M\left(\sum _{i}{\hat {u}}_{i}{\hat {e}}_{i}^{\mathsf {T}}\right)\left(\sum _{j}\lambda _{j}{\hat {e}}_{j}{\hat {e}}_{j}^{\mathsf {T}}\right)\left(\sum _{k}{\hat {e}}_{k}{\hat {w}}_{k}^{\mathsf {T}}\right)M=\sum _{j}\lambda _{j}M{\hat {u}}_{j}{\hat {w}}_{j}^{\mathsf {T}}M=\sum _{j}\lambda _{j}D_{j}}
Die Eigendyaden erfüllen die Orthogonalitätsbedingungen:274
{\displaystyle {\hat {w}}_{j}^{\mathsf {T}}D_{k}={\hat {o}}^{\mathsf {T}},\quad D_{k}{\hat {u}}_{j}={\hat {o}}}   und   {\displaystyle D_{j}M^{-1}D_{k}=O}   für   {\displaystyle k\neq j}, (dabei ist {\displaystyle {\hat {o}}} der Nullvektor und {\displaystyle O} die Nullmatrix)
sowie die Gegenstücke
{\displaystyle {\hat {w}}_{k}^{\mathsf {T}}D_{k}={\hat {w}}_{k}^{\mathsf {T}}M,\quad D_{k}{\hat {u}}_{k}=M{\hat {u}}_{k},\quad D_{k}M^{-1}D_{k}=D_{k}}   für   {\displaystyle k=1,\ldots ,n.}

## Beispiel
Vorgelegt sind die Matrizen:253
{\displaystyle K={\begin{pmatrix}-2&2&-3\\3&3&-6\\2&4&-15\end{pmatrix}}} und {\displaystyle M={\begin{pmatrix}1&0&0\\0&1&-1\\1&2&0\end{pmatrix}},\;\mathrm {det} (M)=2}
Die charakteristische Gleichung
{\displaystyle p(\lambda ):=\det(K-\lambda M)=90+42\lambda -2\lambda ^{2}-2\lambda ^{3}=(3+\lambda )^{2}(5-\lambda )}
hat die doppelte Nullstelle {\displaystyle \lambda _{1}=-3} und die einfache {\displaystyle \lambda _{2}=5}. Die Eigenvektoren zum ersten Eigenwert sind nicht-triviale Lösungen von {\displaystyle {\hat {y}}^{\mathsf {T}}A{\hat {u}}=0} mit
{\displaystyle A=K+3M={\begin{pmatrix}1&2&-3\\3&6&-9\\5&10&-15\\\end{pmatrix}}}
Ihre Bestimmung erfolgt mit dem Generalschema einer Äquivalenztransformation. Dazu werden Einheitsmatrizen {\displaystyle E_{L},E_{R}} und die Matrix {\displaystyle A} in einer Hypermatrix angeordnet
| {\displaystyle E_{L}} | {\displaystyle A}     |
| {\displaystyle O}     | {\displaystyle E_{R}} |

wo {\displaystyle O} die Nullmatrix ist und im Folgenden nicht mehr aufgeführt wird. Nacheinander werden in den Matrizen {\displaystyle E_{L}} und {\displaystyle A} simultan Zeilen
- mit einer Zahl multipliziert,
- mit einer anderen Zeile vertauscht oder
- mit einer Zahl multipliziert zu einer anderen Zeile addiert.

Entsprechend darf mit den Spalten der Matrizen {\displaystyle A} und {\displaystyle E_{R}} verfahren werden. Daraus wird
| {\displaystyle L} | {\displaystyle D} |
|                   | {\displaystyle R} |

mit der Eigenschaft {\displaystyle LAR=D}. Die Linkseigenvektoren von {\displaystyle A} zum Eigenwert null gehören zu Nullzeilen von {\displaystyle D} und stehen links daneben zeilenweise in {\displaystyle L} und {\displaystyle R} enthält die Rechtseigenvektoren spaltenweise, und die gehören zu  aus Nullen bestehende Spalten von {\displaystyle D}, siehe Äquivalenztransformation#Eigenspalten und Eigenzeilen einer singulären Matrix.
| 1 |   |   | 1 | 2  | -3  |
|   | 1 |   | 3 | 6  | -9  |
|   |   | 1 | 5 | 10 | -15 |
|   |   |   | 1 |    |     |
|   |   |   |   | 1  |     |
|   |   |   |   |    | 1   |

| 1  | 0 | 0 | 1 | 2 | -3 |
| -3 | 1 | 0 | 0 | 0 | 0  |
| -5 | 0 | 1 | 0 | 0 | 0  |
|    |   |   | 1 |   |    |
|    | 1 |   |   |   |    |
|    |   | 1 |   |   |    |

das Endergebnis
| 1                 | 0                 | 0                 | 1 | 0  | 0 | {\displaystyle D} |
| -3                | 1                 | 0                 | 0 | 0  | 0 | {\displaystyle D} |
| -5                | 0                 | 1                 | 0 | 0  | 0 | {\displaystyle D} |
| {\displaystyle L} | {\displaystyle L} | {\displaystyle L} | 1 | -2 | 3 |                   |
| {\displaystyle R} | {\displaystyle R} | {\displaystyle R} | 0 | 1  | 0 |                   |
|                   |                   |                   | 0 | 0  | 1 |                   |

Die gelb unterlegten Nullzeilen in {\displaystyle D} weisen auf die Linkseigenvektoren
{\displaystyle {\hat {y}}_{1}={\begin{pmatrix}-3&1&0\end{pmatrix}}^{\mathsf {T}},{\hat {y}}_{2}={\begin{pmatrix}-5&0&1\end{pmatrix}}^{\mathsf {T}}}
in den Zeilen von {\displaystyle L} und die zugehörigen ebenfalls gelb unterlegten Rechtseigenvektoren finden sich unter den Nullspalten von {\displaystyle D} spaltenweise in {\displaystyle R}:
{\displaystyle {\hat {u}}_{1}={\begin{pmatrix}-2&1&0\end{pmatrix}}^{\mathsf {T}},{\hat {u}}_{2}={\begin{pmatrix}3&0&1\end{pmatrix}}^{\mathsf {T}}}
Den Links- und Rechtseigenvektor zum Eigenwert 5 bekommt man aus
{\displaystyle A=K-5M={\begin{pmatrix}-7&2&-3\\3&-2&-1\\-3&-6&-15\end{pmatrix}}}
| 1 |   |   | -7 | 2  | -3  |
|   | 1 |   | 3  | -2 | -1  |
|   |   | 1 | -3 | -6 | -15 |
|   |   |   | 1  |    |     |
|   | 1 |   |    |    |     |
|   |   | 1 |    |    |     |

| 1                 | 0                 | 0                 | -7 | 2  | 0  | {\displaystyle D} |
| 0                 | 1                 | 0                 | 3  | -2 | 0  | {\displaystyle D} |
| -3                | -6                | 1                 | 0  | 0  | 0  | {\displaystyle D} |
| {\displaystyle L} | {\displaystyle L} | {\displaystyle L} | 1  | 0  | -1 |                   |
| {\displaystyle R} | {\displaystyle R} | {\displaystyle R} | 0  | 1  | -2 |                   |
|                   |                   |                   | 0  | 0  | 1  |                   |

Die Eigenvektoren finden sich in der gelb unterlegten dritten Zeile und sechsten Spalte der Hypermatrix:
{\displaystyle {\hat {y}}_{3}={\begin{pmatrix}-3&-6&1\end{pmatrix}}^{\mathsf {T}}} und {\displaystyle {\hat {u}}_{3}={\begin{pmatrix}-1&-2&1\end{pmatrix}}^{\mathsf {T}}}.
Damit hat man die Modalmatrizen
{\displaystyle Y={\begin{pmatrix}{\hat {y}}_{1}^{\mathsf {T}}\\{\hat {y}}_{2}^{\mathsf {T}}\\{\hat {y}}_{3}^{\mathsf {T}}\end{pmatrix}}={\begin{pmatrix}-3&1&0\\-5&0&1\\-3&-6&1\end{pmatrix}},\;U={\begin{pmatrix}{\hat {u}}_{1}&{\hat {u}}_{2}&{\hat {u}}_{3}\end{pmatrix}}={\begin{pmatrix}-2&3&-1\\1&0&-2\\0&1&1\end{pmatrix}}}
Das Produkt
{\displaystyle N=YMU={\begin{pmatrix}7&-10&0\\10&-12&0\\0&0&16\end{pmatrix}}}
ist eine Blockdiagonalmatrix. Hier bedeutet die Invertierung von N keinen wesentlichen Mehraufwand gegenüber der getrennten Invertierung jedes ihrer Diagonalblöcke und die Normierung der Linkseigenvektoren kann in einem Schritt erfolgen:
{\displaystyle W={\begin{pmatrix}{\hat {w}}_{1}^{\mathsf {T}}\\{\hat {w}}_{2}^{\mathsf {T}}\\{\hat {w}}_{3}^{\mathsf {T}}\end{pmatrix}}=N^{-1}Y={\frac {1}{16}}{\begin{pmatrix}-14&-12&10\\-5&-10&7\\-3&-6&1\end{pmatrix}}}
Mit dieser Linksmodalmatrix werden {\displaystyle M} und {\displaystyle K} diagonalisiert:
{\displaystyle WKU=\Lambda =\mathrm {diag} (\lambda _{1},\lambda _{1},\lambda _{2})} und {\displaystyle WMU=E}
Die Eigendyaden sind ausgeschrieben
{\displaystyle {\begin{aligned}D_{1}=&M{\hat {u}}_{1}{\hat {w}}_{1}^{\mathsf {T}}M={\frac {1}{4}}{\begin{pmatrix}2&-4&-6\\-1&2&3\\0&0&0\end{pmatrix}}\\D_{2}=&M{\hat {u}}_{2}{\hat {w}}_{2}^{\mathsf {T}}M={\frac {1}{8}}{\begin{pmatrix}3&6&15\\-1&-2&-5\\3&6&15\end{pmatrix}}\\D_{3}=&M{\hat {u}}_{3}{\hat {w}}_{3}^{\mathsf {T}}M={\frac {1}{8}}{\begin{pmatrix}1&2&-3\\3&6&-9\\5&10&-15\end{pmatrix}}\end{aligned}}}
und geben die spektralen Zerlegungen
{\displaystyle {\begin{aligned}M=&\quad \,{\frac {1}{4}}{\begin{pmatrix}2&-4&-6\\-1&2&3\\0&0&0\end{pmatrix}}+{\frac {1}{8}}{\begin{pmatrix}3&6&15\\-1&-2&-5\\3&6&15\end{pmatrix}}+{\frac {1}{8}}{\begin{pmatrix}1&2&-3\\3&6&-9\\5&10&-15\end{pmatrix}}\\K=&-{\frac {3}{4}}{\begin{pmatrix}2&-4&-6\\-1&2&3\\0&0&0\end{pmatrix}}-{\frac {3}{8}}{\begin{pmatrix}3&6&15\\-1&-2&-5\\3&6&15\end{pmatrix}}+{\frac {5}{8}}{\begin{pmatrix}1&2&-3\\3&6&-9\\5&10&-15\end{pmatrix}}\end{aligned}}}